# Handball-Oberliga Rheinland-Pfalz/Saar 2013/14
Die Handball-Oberliga Rheinland-Pfalz/Saar 2013/14 (OL-RPS) wurde unter dem Dach der Handball-Landesverbände Rheinhessen (HVR), Rheinland (HVRL), Pfalz (PfHV) und Saar (HVS) organisiert und ist die höchste Spielklasse des Verbundes. Die Oberliga – RPS ist nach der Bundesliga, der 2. Bundesliga und der Regionalliga eine der vierthöchsten Spielklassen im deutschen Handball.

## Saisonverlauf
Die Handball-Oberliga Rheinland-Pfalz/Saar 2013/14 war die zwölfte Ausspielung dieser Handballliga.

## Modus
Sechzehn Mannschaften (Frauen vierzehn) spielten eine Hin- und Rückrunde. Nach Abschluss der daraus resultierenden Spieltage ist der Meister in die 3. Liga aufgestiegen. Die drei letzten Mannschaften (Frauen fünf) mussten in die Ligen ihrer Landesverbände absteigen. Der Modus war für Männer- und Frauenteams gleich.

## Teilnehmer
Nicht mehr dabei waren die Auf- und Absteiger der Vorsaison. Neu hinzukam der Absteiger (A) aus der 3. Liga und die Aufsteiger (N) aus den Ligen der Landesverbände.

## Abschlussplatzierungen
| Männer  1. SV 64 Zweibrücken (A) - 2. TSG Haßloch - 3. MSG HF Illtal - 4. SG Saulheim - 5. TV 1886 Offenbach - 6. VTV Mundenheim - 7. HSG Rhein-Nahe Bingen (N) - 8. TV Nieder-Olm - 9. TV 05 Mülheim - 10 DJK SF Budenheim - 11 TuS 04 Dansenberg - 12 HV Vallendar - 13 MSG HF Merzig/Brotdorf (N)  14 TV 1891 Moselweiß (N)  15 HSG Völklingen  16 TV 03 Wörth (N) | Frauen  1. TSV 1886 Kandel - 2. SV 64 Zweibrücken - 3. 1. FSV Mainz 05 II - 4. HSV Viktoria Püttlingen - 5. HSG Wittlich - 6. SG Bretzenheim II (N) - 7. VTV Mundenheim - 8. SG Ottersheim/Bellheim/Z. - 9. DJK St. Michael Marpingen  10 TSG Friesenheim  11 TV 03 Wörth (N)  12 TBS Saarbrücken (N)  13 TV 1901 Hauenstein  14 HSG Kastellaun/Simmern (N) |

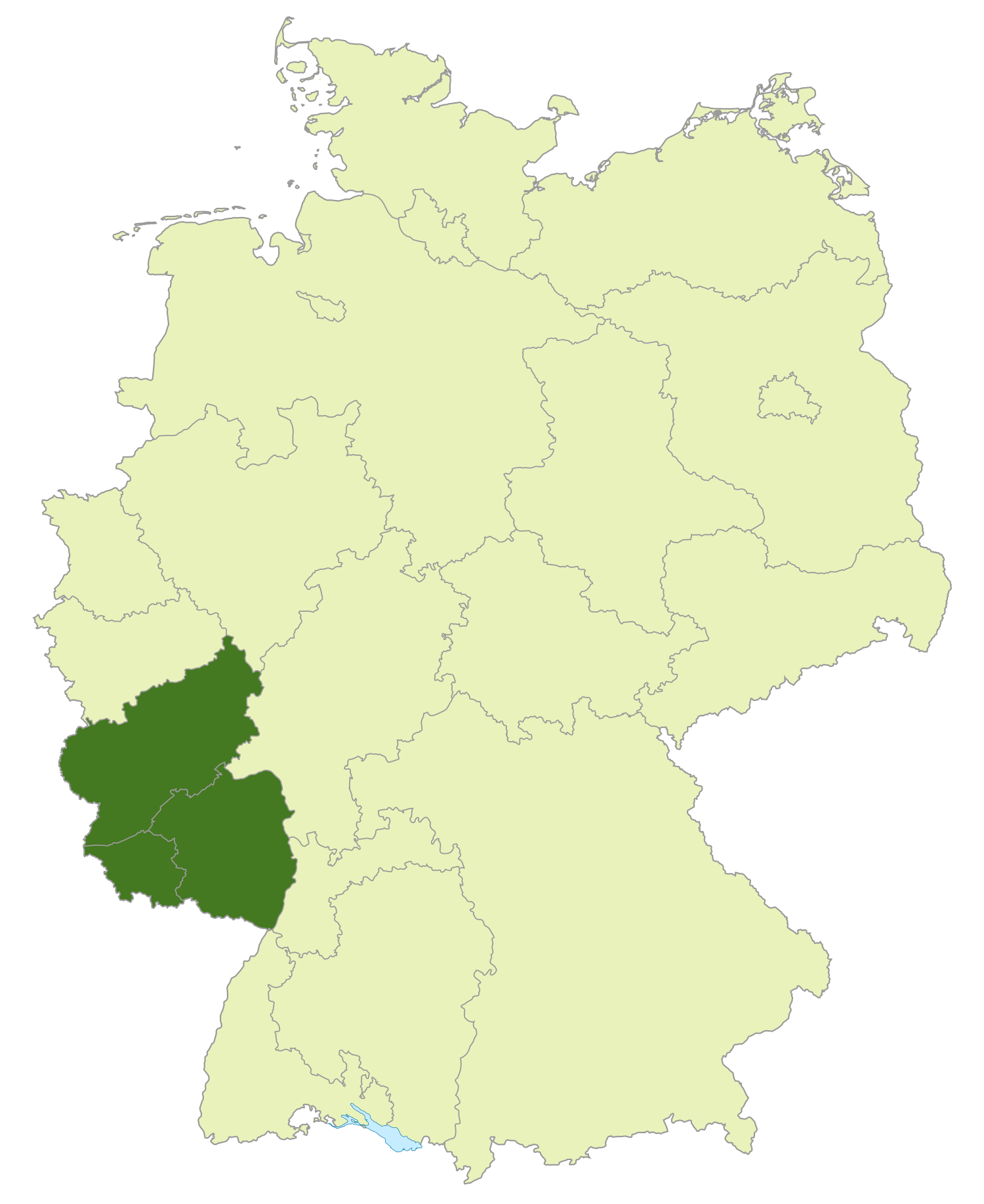
Bereich der Handball-Oberliga
Rheinland-Pfalz / Saarland

(A) = Absteiger aus der 3. Liga (N) = neu in der Liga (R) = Rückzug
 Meister und Aufsteiger zur 3. Liga 2014/15
- Für die Oberliga RPS 2014/15 qualifiziert

 Absteiger in die Ligen der Landesverbände.